# Старая Мельница (Ленинградская область)
Старая Мельница (фин. Vanhamylly) — деревня в Назиевском городском поселении Кировского района Ленинградской области.

## История
На карте Санкт-Петербургской губернии Ф. Ф. Шуберта 1834 года упоминается деревня Старая Мельница.

СТАРАЯ МЕЛЬНИЦА — деревня принадлежит:

Наследникам коллежского советника Карамышева, число жителей по ревизии: 7 м. п., 9 ж. п.

статскому советнику Шкларевскому, число жителей по ревизии: 13 м. п., 16 ж. п. (1838 год)

В пояснительном тексте к этнографической карте Санкт-Петербургской губернии П. И. Кёппена 1849 года она записана как деревня Wanhamylly (Старая Мельница) и указано количество её жителей на 1848 год: савакотов — 23 м. п., 27 ж. п., всего 50 человек. Деревня относилась к лютеранскому приходу Марккова.
Деревня Старая Мельница отмечена на карте профессора С. С. Куторги 1852 года.

СТАРАЯ МЕЛЬНИЦА — деревня господина Мизко-Василевского, по почтовой дороге и просёлочной дороге, число дворов — 9, число душ — 29 м. п. (1856 год)

Число жителей деревни по X-ой ревизии 1857 года: 29 м. п., 34 ж. п..

СТАРАЯ МЕЛЬНИЦА — деревня владельческая при колодцах, число дворов — 10, число жителей: 51 м. п., 43 ж. п. (1862 год)

Согласно подворной переписи 1882 года в деревне проживали 13 семей, число жителей: 38 м. п., 36 ж. п.; разряд крестьян — временнообязанные.
В конце XIX — начале XX века деревня административно относилась к Путиловской волости 1-го стана Шлиссельбургского уезда Санкт-Петербургской губернии. По приходским данным население деревни было смешанным — финско-русским.
В 1917 году в составе Путиловского сельсовета.
С 1918 по 1921 год деревня Старая Мельница входила в состав Старомельницкого сельсовета Лукинской волости Шлиссельбургского уезда.
С 1921 года в составе Сассарского сельсовета.
С 1922 года в составе Путиловской волости.
С 1923 года в составе Ленинградского уезда.
Согласно данным переписи населения СССР 1926 года в деревне Старая Мельница проживали 109 человек — большинство ингерманландцы, а также русские и эстонцы.
С февраля 1927 года в составе Мгинской волости, с августа 1927 года в составе Мгинского района.
По данным 1933 года выселок Мельница входил в состав Сассарского сельсовета Мгинского района.

План деревни Старая Мельница. 1941 год

Согласно топографической карте РККА 1941 года деревня насчитывала 19 дворов.
С 1954 года в составе Васильковского сельсовета.
В 1958 году население деревни Старая Мельница составляло 131 человек.
С 1960 года в составе Волховского района.
С 1961 года в составе Назиевского сельсовета.
По данным 1966 и 1973 годов деревня Старая Мельница находилась в подчинении Назиевского поссовета Волховского района.
По данным 1990 года деревня Старая Мельница входила в состав Назиевского поссовета Кировского района.
В 1997 году в деревне Старая Мельница Назиевского поссовета проживали 34 человека, в 2002 году — 64 человека (русские — 91 %).
В 2007 году в деревне Старая Мельница Назиевского ГП — 33.

## География
Деревня расположена в северо-восточной части района на автодороге 41К-541 (Мучихино — Назия), к северо-западу от центра поселения, посёлка Назия.
Расстояние до административного центра поселения — 3 км.
К югу от деревни проходит железнодорожная линия Мга — Волховстрой I.
Через деревню протекает река Ковра.

## Демография
| 1862 | 2007 | 2010 | 2017 |
| ---- | ---- | ---- | ---- |
| 94   | ↘33  | ↘31  | ↘30  |

## Улицы
1-я Набережная, 2-я Набережная.